# Cardiophorus
Cardiophorus es un género de Coleópteros  de la familia Elateridae. Hay más de 600 especies en el mundo.

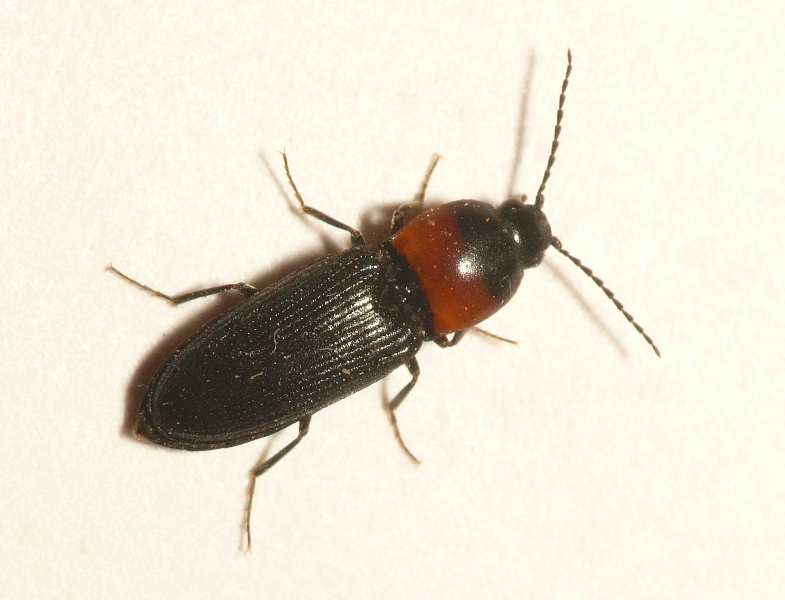
Cardiophorus ruficollis

## Especies
Se reconocen las siguientes especies:
- Cardiophorus abbreviatus Blanchard, 1889
- Cardiophorus abdominalis Aubé, 1850
- Cardiophorus aberrans Lanchester, 1971
- Cardiophorus abora Wurst & Cate, 1994
- Cardiophorus acarinatus Vats & Chauhan, 1991
- Cardiophorus accensus Candeze
- Cardiophorus acuminatus Platia & Gudenzi, 2002
- Cardiophorus acutilobus Lanchester, 1971
- Cardiophorus acutipennis Leseigneur, 1958
- Cardiophorus acutus Lanchester, 1971
- Cardiophorus adrastoides Schwarz
- Cardiophorus aegyptiacus Candèze, 1860
- Cardiophorus aemulus Platia & Gudenzi, 2002
- Cardiophorus aeneipennis Fleutiaux, 1906
- Cardiophorus aeneomicans Gurjeva, 1966
- Cardiophorus aeneoniger Gurjeva, 1966
- Cardiophorus aeneus Horn, 1871
- Cardiophorus aenigmatosus Dolin & Sausa, 1997
- Cardiophorus aethiopicus Candèze, 1878
- Cardiophorus aetnensis Platia & Baviera, 2005
- Cardiophorus africanus Fleutiaux, 1922
- Cardiophorus agilis Platia & Gudenzi, 2002
- Cardiophorus albofasciatus Schwarz, 1893
- Cardiophorus alboguttatus Schwarz, 1902
- Cardiophorus alepensis Pic, 1914
- Cardiophorus alienus Dolin, 1969
- Cardiophorus alienus Szombathy, 1910
- Cardiophorus alpestris Lanchester, 1971
- Cardiophorus alpicollis Lanchester, 1971
- Cardiophorus amari Candèze, 1889
- Cardiophorus amplicollis (Motschulsky, 1859)
- Cardiophorus analis (Schwarz, 1892)
- Cardiophorus anax Candeze
- Cardiophorus angularis Candèze
- Cardiophorus angustatus Blanchard, 1889
- Cardiophorus angustiformis Buysson, 1914
- Cardiophorus angustus Fleutiaux, 1933
- Cardiophorus annulicornis Desbrochers des Loges, 1875
- Cardiophorus anticus Erichson, 1840
- Cardiophorus antoinei Buysson, 1924
- Cardiophorus apicalis Candeze, 1895
- Cardiophorus apterus Platia & Gudenzi, 2002
- Cardiophorus aptopoides Candèze, 1865
- Cardiophorus aquilis Lanchester, 1971
- Cardiophorus arabs Wurst, Schimmel & Platia, 2001
- Cardiophorus araxicola Yablokov-Khnzoryan, 1970
- Cardiophorus arcanus Dolin in Dolin & Mardjanian, 1985
- Cardiophorus argiolus (Gené, 1836)
- Cardiophorus arizonicus Fall, 1905
- Cardiophorus armus Lanchester, 1971
- Cardiophorus arnoldi Leseigneur, 1958
- Cardiophorus arozarenai Cobos, 1969
- Cardiophorus asellus Erichson, 1840
- Cardiophorus asper Gurjeva, 1966
- Cardiophorus assessor Candèze, 1889
- Cardiophorus assula Candèze, 1897
- Cardiophorus athoides Schwarz
- Cardiophorus auarita Liberto & Wurst, 1999
- Cardiophorus aussanicus Wurst, Schimmel & Platia, 2001
- Cardiophorus avitus Lanchester, 1971
- Cardiophorus axillaris (Motschulsky, 1858)
- Cardiophorus azerbaidzhanicus Agajev, 1985
- Cardiophorus badchysicus Dolin, 1977
- Cardiophorus baibarasanus Miwa, 1930
- Cardiophorus bakeri Fleutiaux, 1914
- Cardiophorus bakeri Lanchester, 1971
- Cardiophorus balchanensis Dolin & Atamuradov, 1989
- Cardiophorus balearicus Platia & Gudenzi, 1999
- Cardiophorus balkenohli Platia & Schimmel, 1997
- Cardiophorus banksi Fleutiaux, 1916
- Cardiophorus barrosi Guérin, 1893
- Cardiophorus basalis Schwarz, 1898
- Cardiophorus basilaris Candèze, 1865
- Cardiophorus basilaris (Candèze)
- Cardiophorus basimaculatus Schwarz
- Cardiophorus beduinus Buysson, 1902
- Cardiophorus bellus Platia & Gudenzi, 2000
- Cardiophorus belonis Desbrochers des Loges, 1870
- Cardiophorus beniniensis Beauvoir
- Cardiophorus bezdeki
- Cardiophorus bifasciatus Blanchard, 1889
- Cardiophorus biguttatus (A. G. Olivier, 1790)
- Cardiophorus bilyi Platia & Gudenzi, 2000
- Cardiophorus bimaculatus Fleutiaux
- Cardiophorus binotatus Boheman, 1851
- Cardiophorus bipunctatus (Fabricius, 1798)
- Cardiophorus bogatschevi Dolin in Dolin & Mardjanian, 1985
- Cardiophorus bohemani Buysson
- Cardiophorus bonnairei Buysson, 1893
- Cardiophorus borneensis Schwarz, 1902
- Cardiophorus bousaadensis Buysson, 1899
- Cardiophorus bradshawi Candèze, 1889
- Cardiophorus breviatus Lanchester, 1971
- Cardiophorus brevicornis Schwarz
- Cardiophorus breviusculus Schwarz
- Cardiophorus brunneipennis (Wollaston, 1863)
- Cardiophorus brunnipennis Lanchester, 1971
- Cardiophorus bucculatus Candèze, 1860
- Cardiophorus bucharensis Schwarz, 1900
- Cardiophorus bumbunensis Riese, 1994
- Cardiophorus burdoi Candeze
- Cardiophorus cabrerai Cobos, 1970
- Cardiophorus camerounensis Fleutiaux, 1941
- Cardiophorus canariensis (Wollaston, 1858)
- Cardiophorus candezei Koenig, 1889
- Cardiophorus capensis (Laurent, 1974)
- Cardiophorus carbonatus Blanchard, 1889
- Cardiophorus cardisce (Say, 1834)
- Cardiophorus carinicollis Boheman
- Cardiophorus carnosus Platia & Gudenzi, 2002
- Cardiophorus castaneipennis Quedenfeldt, 1886
- Cardiophorus castaneus Candèze, 1878
- Cardiophorus castanopterus Candeze
- Cardiophorus castillanus Buysson, 1902
- Cardiophorus catskillensis Douglas, 2003
- Cardiophorus catulus Candèze, 1889
- Cardiophorus caucasicus Desbrochers des Loges, 1875
- Cardiophorus celatus Lanchester, 1971
- Cardiophorus cervilis Candèze, 1860
- Cardiophorus chappuisi Fleutiaux, 1935
- Cardiophorus chivensis Stepanov, 1935
- Cardiophorus chloroticus Candèze, 1865
- Cardiophorus chobauti Buysson, 1899
- Cardiophorus chrysothamnus Lanchester, 1971
- Cardiophorus cinctipennis Schwarz, 1903
- Cardiophorus cinctus Fleutiaux, 1933
- Cardiophorus cobossanchezi Diaz de Castro & Sanchez-Ruiz, 2002
- Cardiophorus cognatus Erichson
- Cardiophorus collaris Erichson, 1840
- Cardiophorus colon Erichson
- Cardiophorus columbianus Lanchester, 1971
- Cardiophorus commiphorae Wurst, Schimmel & Platia, 2001
- Cardiophorus commissus Fleutiaux, 1935
- Cardiophorus commotus Candèze, 1889
- Cardiophorus communius Lanchester, 1971
- Cardiophorus conicipennis Candeze
- Cardiophorus convexicollis Boheman
- Cardiophorus convexithorax Desbrochers des Loges, 1869
- Cardiophorus convexulus LeConte, 1853
- Cardiophorus convexus (Say, 1823)
- Cardiophorus corallinus Fleutiaux
- Cardiophorus costicollis Vats & Chauhan, 1991
- Cardiophorus coxalis Blanchard, 1889
- Cardiophorus crassiusculus (Wollaston, 1864)
- Cardiophorus crassus Fleutiaux, 1933
- Cardiophorus crinitus Blanchard, 1889
- Cardiophorus cruciatus Candèze, 1889
- Cardiophorus crux Erichson, 1840
- Cardiophorus culciarius Candèze, 1889
- Cardiophorus cyanipennis Mulsant & Wachanru, 1852
- Cardiophorus damara Candeze, 1864
- Cardiophorus decoratus Fleutiaux, 1936
- Cardiophorus decoratus Van Zwaluwenburg, 1948
- Cardiophorus decorsei Fleutiaux, 1933
- Cardiophorus decretus Candeze
- Cardiophorus demaisoni Buysson, 1898
- Cardiophorus depressifrons Lanchester, 1971
- Cardiophorus depressus Candèze, 1878
- Cardiophorus depressus Lanchester, 1971
- Cardiophorus destinensis Douglas, 2003
- Cardiophorus devectus Candèze, 1893
- Cardiophorus differens Schwarz, 1905
- Cardiophorus discicollis (Herbst, 1806)
- Cardiophorus discipennis Candeze
- Cardiophorus discolor Schwarz, 1901
- Cardiophorus disgamus Buysson, 1902
- Cardiophorus disjunctus Fleutiaux, 1935
- Cardiophorus dispar Blanchard, 1889
- Cardiophorus divergens Cobos, 1983
- Cardiophorus doggeri Vats & Chauhan, 1991
- Cardiophorus dolini Mardjanian in Dolin & Mardjanian, 1985
- Cardiophorus dschangus Fleutiaux, 1941
- Cardiophorus dubius Lanchester, 1971
- Cardiophorus duplicatus Fleutiaux, 1935
- Cardiophorus ebeninus (Germar, 1824)
- Cardiophorus ecorculatus Gurjeva, 1972
- Cardiophorus edwardsi Horn, 1871
- Cardiophorus elegans Candèze, 1878
- Cardiophorus eleonorae (Gené, 1836)
- Cardiophorus eliasi Pic, 1904
- Cardiophorus elongatissimus Escalera, 1914
- Cardiophorus elongatus Lanchester, 1971
- Cardiophorus equinus Candeze
- Cardiophorus erinaceus Candèze, 1893
- Cardiophorus erythropus Erichson, 1840
- Cardiophorus erytropus (Say, 1823)
- Cardiophorus exaratus Erichson, 1840
- Cardiophorus excisus Schwarz, 1900
- Cardiophorus eximius Candèze, 1860
- Cardiophorus expallidus (Semenov & Pjatakova, 1935)
- Cardiophorus fabalis Candeze
- Cardiophorus fallax Candeze
- Cardiophorus falsus Lanchester, 1971
- Cardiophorus fasciatus Candèze, 1875
- Cardiophorus fastidiosus Klug
- Cardiophorus femoratus (Wollaston, 1854)
- Cardiophorus fenestratus LeConte, 1859
- Cardiophorus ferganicus Dolin, 2003
- Cardiophorus fernandezi Cobos, 1970
- Cardiophorus ferrugatipes Candèze, 1895
- Cardiophorus filius (Randall, 1838)
- Cardiophorus flavocapillus Vats & Chauhan, 1991
- Cardiophorus flavus Erichson, 1840
- Cardiophorus flavus (Candèze, 1889)
- Cardiophorus flexus Vats & Chauhan, 1991
- Cardiophorus floridae Candèze, 1865
- Cardiophorus flumineus Fleutiaux
- Cardiophorus folliculus Candeze
- Cardiophorus formosus Curtis, 1840
- Cardiophorus fossulatus Platia & Gudenzi, 2002
- Cardiophorus foveiventris Schwarz, 1900
- Cardiophorus foveolatus Schwarz, 1900
- Cardiophorus fragilis Fleutiaux, 1919
- Cardiophorus frequens Platia & Gudenzi, 2002
- Cardiophorus freudei Platia & Gudenzi, 2000
- Cardiophorus frigidus Cobos, 1961
- Cardiophorus frontalis Fleutiaux, 1918
- Cardiophorus fulvescens Quedenfeldt, 1886
- Cardiophorus fulvicornis Erichson
- Cardiophorus fulvipennis Fleutiaux, 1919
- Cardiophorus fulvopilosus Fleutiaux, 1919
- Cardiophorus fulvus Fleutiaux, 1919
- Cardiophorus funebris Candèze, 1889
- Cardiophorus fuscatus Erichson
- Cardiophorus fuscovittatus Fairmaire
- Cardiophorus fuscus Fleutiaux, 1918
- Cardiophorus gagates Erichson, 1840
- Cardiophorus gagatinus Candeze
- Cardiophorus gaudens Candèze, 1897
- Cardiophorus gebleri Candèze, 1860
- Cardiophorus gemmifer Blanchard, 1889
- Cardiophorus gentneri Lanchester, 1971
- Cardiophorus georgioui Preiss & Platia, 2003
- Cardiophorus gerhardi Platia & Gudenzi, 2007
- Cardiophorus gerstaekeri Fleutiaux, 1935
- Cardiophorus getschmanni Candèze, 1880
- Cardiophorus gibbulus Erichson
- Cardiophorus gibsoni Lanchester, 1971
- Cardiophorus gigas Cobos, 1970
- Cardiophorus gilvipennis Quedenfeldt, 1886
- Cardiophorus glasunovi Gurjeva, 1966
- Cardiophorus globulicollis (Wollaston, 1862)
- Cardiophorus gomerensis Cobos, 1970
- Cardiophorus goudoti Fleutiaux, 1933
- Cardiophorus graciliformis Dolin & Atamuradov, 1989
- Cardiophorus gracilis (Wollaston, 1864)
- Cardiophorus gramineus (Scopoli, 1763)
- Cardiophorus granulicollis Dolin, 1998
- Cardiophorus gregarius Schwarz, 1900
- Cardiophorus grumus Candèze, 1897
- Cardiophorus guanche Cobos, 1970
- Cardiophorus guayote Wurst & Cate, 1994
- Cardiophorus gurjevae Cate, 2008
- Cardiophorus guttatus (Candèze)
- Cardiophorus guttifer Candèze, 1889
- Cardiophorus haridwarensis Vats & Chauhan, 1991
- Cardiophorus hauseri Schwarz, 1900
- Cardiophorus hayekae Platia & Gudenzi, 2002
- Cardiophorus hayeki Cobos, 1970
- Cardiophorus hayuliangensis Punam & Vasu, 1997
- Cardiophorus hedenborgi Candeze
- Cardiophorus herbsti Fleutiaux, 1910
- Cardiophorus heydeni Buysson, 1915
- Cardiophorus hiemalis Dolin & Atamuradov, 1980
- Cardiophorus hierrensis Franz, 1980
- Cardiophorus hilaris Candèze, 1889
- Cardiophorus hinkei I. Frivaldszky, 1837
- Cardiophorus hispanicus Cobos, 1961
- Cardiophorus hissaricus Dolin & Latifi, 1989
- Cardiophorus histrio Erichson
- Cardiophorus hlavaci
- Cardiophorus holosericeus Candeze
- Cardiophorus hoploderus Candèze, 1860
- Cardiophorus hottentottus Erichson
- Cardiophorus hottentotus Erichson, 1840
- Cardiophorus hulai
- Cardiophorus humilis Erichson, 1840
- Cardiophorus hummeli Fleutiaux, 1936
- Cardiophorus ignotus Lanchester, 1971
- Cardiophorus ikuthaensis Schwarz, 1903
- Cardiophorus imitator Platia & Gudenzi, 2002
- Cardiophorus impressiventris Schwarz, 1900
- Cardiophorus inconditus Candèze, 1875
- Cardiophorus indentalis Vats & Chauhan, 1991
- Cardiophorus indicus Punam & Vasu, 1997
- Cardiophorus ineptus Gurjeva, 1966
- Cardiophorus inermis Schwarz, 1900
- Cardiophorus inflatus Cobos, 1970
- Cardiophorus influxus Candeze
- Cardiophorus inquinalis Schwarz
- Cardiophorus insignis Desbrochers des Loges, 1875
- Cardiophorus insignis Candèze, 1878
- Cardiophorus instrenuus Candeze
- Cardiophorus insularis Cobos, 1959
- Cardiophorus interruptus Schwarz
- Cardiophorus intricatus Schwarz
- Cardiophorus irrasus Lanchester, 1971
- Cardiophorus italicus Platia & Bartolozzi, 1988
- Cardiophorus jelineki Cate, Platia & Schimmel, 2002
- Cardiophorus jermolenkoi Dolin, 1969
- Cardiophorus jocosus Candeze
- Cardiophorus jocularius Candèze, 1889
- Cardiophorus junceus Erichson
- Cardiophorus juniperi Fleutiaux, 1935
- Cardiophorus juniperinus Orlov, 1993
- Cardiophorus kaimosius Fleutiaux, 1935
- Cardiophorus kambensis Fleutiaux, 1918
- Cardiophorus kangariensis Riese, 1994
- Cardiophorus kantneri Platia & Gudenzi, 2002
- Cardiophorus kaszabi Gurjeva, 1969
- Cardiophorus kabateki
- Cardiophorus kenyensis Fleutiaux, 1919
- Cardiophorus keyserlingi Koenig, 1889
- Cardiophorus kindermannii Candèze, 1860
- Cardiophorus kinzelbachi Chassain, 1979
- Cardiophorus klapperichi Gurjeva, 1974
- Cardiophorus kooskooskiensis Lanchester, 1971
- Cardiophorus kopetdaghensis Dolin & Atamuradov, 1994
- Cardiophorus koschwitzi Platia & Gudenzi, 1999
- Cardiophorus krali
- Cardiophorus kronbladi Platia & Gudenzi, 2000
- Cardiophorus kruegeri Pic, 1928
- Cardiophorus kryzhanovskyi Dolin & Chantladze, 1980
- Cardiophorus kugitangi Dolin & Atamuradov, 1986
- Cardiophorus kurashvili Dolin & Chantladze, 1987
- Cardiophorus kuschkensis Dolin & Atamuradov, 1989
- Cardiophorus kuwaitianus Platia & Schimmel, 1997
- Cardiophorus laetus Candeze
- Cardiophorus languidus Candeze
- Cardiophorus latelimbatus Pic, 1905
- Cardiophorus lateritius Klug
- Cardiophorus latiusculus Eschscholtz, 1829
- Cardiophorus lentus Erichson
- Cardiophorus leonensis Riese, 1994
- Cardiophorus letourneuxi Buysson, 1891
- Cardiophorus levis Platia & Gudenzi, 2002
- Cardiophorus liberatus Candèze, 1897
- Cardiophorus ligneus Candèze, 1878
- Cardiophorus lignipennis Candèze, 1889
- Cardiophorus lindbergi Cobos, 1970
- Cardiophorus lineatus Gurjeva, 1964
- Cardiophorus linnavuorii Platia & Schimmel, 1997
- Cardiophorus ljudmilae Gurjeva, 1987
- Cardiophorus lompei Zeising & Brunne, 2003
- Cardiophorus longicornis (Lindberg, 1953)
- Cardiophorus longior LeConte, 1861
- Cardiophorus longulus Erichson, 1840
- Cardiophorus lopatini Gurjeva, 1966
- Cardiophorus lundbergi Platia & Gudenzi, 2000
- Cardiophorus luridipes Candèze, 1860
- Cardiophorus lutosus Candèze, 1897
- Cardiophorus luzonicus Eschscholtz, 1829
- Cardiophorus machadoi Cobos, 1983
- Cardiophorus maculatus Cate, Platia & Schimmel, 2002
- Cardiophorus maculicollis Reiche & Saulcy, 1857
- Cardiophorus magnanii Platia, Furlan & Gudenzi, 2002
- Cardiophorus magnicollis Fleutiaux, 1919
- Cardiophorus majusculus (Candèze, 1889)
- Cardiophorus malus Fleutiaux, 1933
- Cardiophorus manderensis Fleutiaux, 1919
- Cardiophorus maritimus Dolin, 1971
- Cardiophorus marmoratus Candèze, 1897
- Cardiophorus marmottani Buysson, 1912
- Cardiophorus mateui Cobos, 1970
- Cardiophorus medianus Fleutiaux, 1933
- Cardiophorus medvedevi Gurjeva, 1966
- Cardiophorus megacephalus Candeze
- Cardiophorus megathorax Faldermann, 1835
- Cardiophorus melampus (Illiger, 1807)
- Cardiophorus melanopterus Candèze, 1878
- Cardiophorus mendizabali Cobos, 1970
- Cardiophorus mesasiaticus Dolin & Latifi, 1997
- Cardiophorus mexicanus Champion, 1895
- Cardiophorus michai Platia & Gudenzi, 2000
- Cardiophorus microcephalus Candèze, 1882
- Cardiophorus miniaticollis Candèze, 1860
- Cardiophorus minutus (Har. Lindberg, 1951)
- Cardiophorus mioni Candeze
- Cardiophorus mocquerysi Fleutiaux, 1899
- Cardiophorus moderatus Lanchester, 1971
- Cardiophorus mombasensis Fleutiaux, 1919
- Cardiophorus montanus Bland, 1864
- Cardiophorus monticulus Lanchester, 1971
- Cardiophorus moralesi Cobos, 1958
- Cardiophorus moratus Candeze
- Cardiophorus motschulskyi Heyden, 1880
- Cardiophorus munitus Candèze, 1889
- Cardiophorus mus Candèze, 1889
- Cardiophorus mutabilis Gurjeva, 1966
- Cardiophorus mutatus Fleutiaux
- Cardiophorus nairobianus Fleutiaux, 1935
- Cardiophorus nanus Gurjeva, 1966
- Cardiophorus nathaliae Platia & Schimmel, 1988
- Cardiophorus neoalienus Platia & Gudenzi, 1999
- Cardiophorus neoarnoldii Platia & Gudenzi, 1999
- Cardiophorus neuberti Platia & Gudenzi, 2002
- Cardiophorus nevadensis Blanchard, 1889
- Cardiophorus niedobovae
- Cardiophorus nigerrimus Erichson, 1840
- Cardiophorus nigratissimus Buysson, 1891
- Cardiophorus nigricans Vats & Chauhan, 1991
- Cardiophorus nigricollis Erichson, 1840
- Cardiophorus nigripes Schwarz, 1898
- Cardiophorus nigroaeneus Dolin & Protzenko, 1965
- Cardiophorus nigrocyaneus Buysson, 1912
- Cardiophorus nigrosuturus Vats & Chauhan, 1991
- Cardiophorus niponicus Lewis, 1894
- Cardiophorus nitidicollis Fleutiaux, 1931
- Cardiophorus nitidus Candèze, 1878
- Cardiophorus nubilosus Schwarz, 1895
- Cardiophorus numerosus Fleutiaux, 1933
- Cardiophorus numida Candèze, 1860
- Cardiophorus obliquemaculatus Schwarz, 1905
- Cardiophorus obliteratus Dolin & Sausa, 1997
- Cardiophorus oblongicollis Fleutiaux, 1931
- Cardiophorus obscuripes Schwarz, 1900
- Cardiophorus obscurus Cobos, 1970
- Cardiophorus obscurus LeConte, 1853
- Cardiophorus obscurus (Wollaston, 1864)
- Cardiophorus obsoletus Gerstaecker, 1871
- Cardiophorus obtusus (Wollaston, 1864)
- Cardiophorus octonotatus Candèze, 1878
- Cardiophorus ocularius Fleutiaux, 1935
- Cardiophorus oertzeni Schwarz, 1900
- Cardiophorus olgae Solsky, 1881
- Cardiophorus opacus Gurjeva, 1966
- Cardiophorus ordubadensis Agajev, 1985
- Cardiophorus oromii Cobos, 1978
- Cardiophorus ovipennis Desbrochers des Logis, 1875
- Cardiophorus palawanus Fleutiaux, 1916
- Cardiophorus pallidus Dajoz, 2001
- Cardiophorus pallidus (Semenov-Tian-Shanskii & Pjatakowa, 1936)
- Cardiophorus palmensis Cobos, 1970
- Cardiophorus panamapolis Douglas, 2003
- Cardiophorus parallelus Fleutiaux, 1918
- Cardiophorus parvulus Platia & Gudenzi, 2000
- Cardiophorus paternus Candèze, 1889
- Cardiophorus pavesii Platia & Gudenzi, 2000
- Cardiophorus pellitoides Gurjeva, 1966
- Cardiophorus pellitus Schwarz, 1892
- Cardiophorus perraudierei Fleutiaux, 1931
- Cardiophorus persianus Cate, Platia & Schimmel, 2002
- Cardiophorus peyerimhoffi Buysson, 1902
- Cardiophorus phaeopterus Candèze, 1860
- Cardiophorus pharaonum Buysson, 1911
- Cardiophorus philippinus Fleutiaux, 1916
- Cardiophorus piceus Leseigneur, 1958
- Cardiophorus picinus Platia & Gudenzi, 2002
- Cardiophorus picticollis Kraatz, 1882
- Cardiophorus pilarius Candèze, 1897
- Cardiophorus pinguis Lewis, 1894
- Cardiophorus planus Lanchester, 1971
- Cardiophorus platai Cobos, 1979
- Cardiophorus platiai Chassain, 1985
- Cardiophorus plebejus Lanchester, 1971
- Cardiophorus plexus Lanchester, 1971
- Cardiophorus plurimus Platia & Gudenzi, 2002
- Cardiophorus poncyi Buysson, 1903
- Cardiophorus pratensis Lanchester, 1971
- Cardiophorus primus Fleutiaux, 1919
- Cardiophorus princeps Candeze
- Cardiophorus procerulus Kiesenwetter, 1859
- Cardiophorus procerus Platia & Gudenzi, 2002
- Cardiophorus propinquus Lanchester, 1971
- Cardiophorus proprius Platia & Gudenzi, 2002
- Cardiophorus proximus Lanchester, 1971
- Cardiophorus pruinosus Buysson, 1902
- Cardiophorus przewalskii Gurjeva, 1966
- Cardiophorus pseudocognatus Cobos, 1970
- Cardiophorus pseudogramineus Mardjanian, 1983
- Cardiophorus pubescens Blanchard, 1889
- Cardiophorus pubicollis Buysson, 1918
- Cardiophorus pubicornis (Buysson, 1912)
- Cardiophorus pulcher Fleutiaux, 1933
- Cardiophorus pullus Blanchard, 1889
- Cardiophorus punctatissimus Cobos, 1970
- Cardiophorus purcharti
- Cardiophorus qatarensis Platia, 2004
- Cardiophorus quadriflavonotatus Vats & Chauhan, 1991
- Cardiophorus quadriguttatus Erichson
- Cardiophorus quadrinotatus Fleutiaux, 1941
- Cardiophorus quadriplagiatus Erichson
- Cardiophorus regnis Candeze
- Cardiophorus reitteri Schwarz, 1891
- Cardiophorus repandus Erichson
- Cardiophorus ressli Platia & Gudenzi, 2000
- Cardiophorus rhodopus Erichson
- Cardiophorus riedeli Platia & Gudenzi, 2000
- Cardiophorus roberi Platia & Gudenzi, 2002
- Cardiophorus robustus LeConte, 1853
- Cardiophorus rorulentus Gurjeva, 1966
- Cardiophorus rotundicollis I. Frivaldszky, 1845
- Cardiophorus rubiginosus Candèze, 1880
- Cardiophorus rubriventris Fleutiaux, 1941
- Cardiophorus rufescens Klug
- Cardiophorus ruficollis (Linnaeus, 1758)
- Cardiophorus ruficruris Brullé, 1832
- Cardiophorus rufipes (Goeze, 1777)
- Cardiophorus rufus Fleutiaux, 1934
- Cardiophorus ruizi Platia & Gudenzi, 1999
- Cardiophorus rusticus Lanchester, 1971
- Cardiophorus sacratus Erichson, 1840
- Cardiophorus safadensis Platia, 2008
- Cardiophorus samai Platia & Gudenzi, 2000
- Cardiophorus samburensis Fleutiaux, 1919
- Cardiophorus sanguinicollis Erichson
- Cardiophorus saudarabicus Platia & Schimmel, 1997
- Cardiophorus sbeitlensis Buysson, 1905
- Cardiophorus scapulatus Candèze, 1878
- Cardiophorus scheuerni Chassain, 1979
- Cardiophorus schuberti Platia & Gudenzi, 2002
- Cardiophorus schurmanni Platia & Gudenzi, 2002
- Cardiophorus schusteri Buysson, 1912
- Cardiophorus scriptus Candèze, 1889
- Cardiophorus scutellaris Candèze, 1889
- Cardiophorus secundus Fleutiaux, 1919
- Cardiophorus segnis Candèze, 1860
- Cardiophorus seminalis Candèze, 1891
- Cardiophorus seniculus Blanchard, 1889
- Cardiophorus sericapilosus Vats & Chauhan, 1991
- Cardiophorus serratus Mukhopadhyay & Chakraborty, 2003
- Cardiophorus sexguttatus Thunberg
- Cardiophorus sexpunctatus (Candèze, 1878)
- Cardiophorus seyrigi Fleutiaux, 1934
- Cardiophorus signatus (A. G. Olivier, 1790)
- Cardiophorus sikkimensis Punam & Vasu, 1997
- Cardiophorus silesioides Escalera, 1914
- Cardiophorus silferbergi Platia & Schimmel, 1997
- Cardiophorus silvanus Lanchester, 1971
- Cardiophorus similaris Cobos, 1970
- Cardiophorus sinaitus (Pic, 1919)
- Cardiophorus sinoconstrictus Vats & Chauhan, 1991
- Cardiophorus skulei Platia & Schimmel, 1997
- Cardiophorus snakensis Lanchester, 1971
- Cardiophorus sodalis Lanchester, 1971
- Cardiophorus sogdianus Gurjeva, 1966
- Cardiophorus solus Fleutiaux, 1919
- Cardiophorus somcheticus Schwarz, 1896
- Cardiophorus somereni Fleutiaux, 1935
- Cardiophorus sonani Miwa, 1930
- Cardiophorus sordidulus Schwarz
- Cardiophorus sororius Schwarz, 1903
- Cardiophorus sparvarius Candeze
- Cardiophorus spatulatus Lanchester, 1971
- Cardiophorus spilotus Candeze
- Cardiophorus spurius Lanchester, 1971
- Cardiophorus staurophorus Candeze
- Cardiophorus stigmaticus Candèze, 1869
- Cardiophorus stolidus Lanchester, 1971
- Cardiophorus stoliger Buysson, 1902
- Cardiophorus stussineri Buysson, 1913
- Cardiophorus subdentatus Schwarz, 1900
- Cardiophorus subinsignis Pic
- Cardiophorus subnotatus Pic, 1910
- Cardiophorus subspinosus Beauvois
- Cardiophorus subvariatus Fleutiaux, 1935
- Cardiophorus sufflatus Lanchester, 1971
- Cardiophorus sumptuosus Candèze, 1900
- Cardiophorus syriacoides Platia & Cate, 2001
- Cardiophorus syriacus (Linnaeus, 1758)
- Cardiophorus tadzhikistanicus Gurjeva, 1966
- Cardiophorus taeniatus Klug
- Cardiophorus tananus Fleutiaux, 1935
- Cardiophorus tanensis Fleutiaux
- Cardiophorus tarbinskyi Dolin, 1998
- Cardiophorus tavetensis Fleutiaux, 1919
- Cardiophorus taylori Cobos, 1970
- Cardiophorus temperatus Candeze
- Cardiophorus tenebrosus LeConte, 1853
- Cardiophorus tenelloides Dolin, 1960
- Cardiophorus tenellus Reiche & Saulcy, 1857
- Cardiophorus tenggerensis Candèze, 1893
- Cardiophorus tenuipes (Candèze, 1889)
- Cardiophorus terskeyensis Dolin, 1998
- Cardiophorus tertius Fleutiaux, 1919
- Cardiophorus testaceipennis Schwarz, 1900
- Cardiophorus thebaicus Candèze, 1860
- Cardiophorus thuanus Fleutiaux, 1935
- Cardiophorus togatus Horn, 1871
- Cardiophorus tokgajevi Dolin, 1977
- Cardiophorus torosus Lanchester, 1971
- Cardiophorus triangularis Vats & Chauhan, 1991
- Cardiophorus tricolor Reitter, 1896
- Cardiophorus trimaculatus Schwarz, 1894
- Cardiophorus tuberculatus Schwarz, 1903
- Cardiophorus tuberculicollis Cobos, 1970
- Cardiophorus tumidicollis LeConte, 1853
- Cardiophorus turgidus Erichson, 1840
- Cardiophorus turneri Fleutiaux, 1935
- Cardiophorus tutus Lanchester, 1971
- Cardiophorus tzkheniensis Orlov, 1997
- Cardiophorus ulcerosus (Gené, 1836)
- Cardiophorus uncinatus Platia & Gudenzi, 2002
- Cardiophorus undans Candeze
- Cardiophorus undinarum Gistel, 1857
- Cardiophorus unicolor Candèze, 1875
- Cardiophorus unicus Vats & Chauhan, 1991
- Cardiophorus unifasciatus Schwarz, 1900
- Cardiophorus usagarae Candeze
- Cardiophorus usambaricus Fleutiaux, 1918
- Cardiophorus uzbek Dolin, 2003
- Cardiophorus vadosus Schwarz, 1900
- Cardiophorus vagrans Lanchester, 1971
- Cardiophorus valentini Gurjeva, 1978
- Cardiophorus valichanovi Dolin, 2003
- Cardiophorus variabilis Fleutiaux
- Cardiophorus variatus Fleutiaux, 1918
- Cardiophorus varius Cate, Platia & Schimmel, 2002
- Cardiophorus velatus Candèze, 1878
- Cardiophorus vellicatus Candèze, 1897
- Cardiophorus venaticus Candèze, 1860
- Cardiophorus ventralis Erichson
- Cardiophorus vespertinus Dolin & Atamuradov, 1989
- Cardiophorus vestigialis Erichson, 1840
- Cardiophorus vestitus Klug
- Cardiophorus vestitus (Lindberg, 1951)
- Cardiophorus vetustus Boheman, 1851
- Cardiophorus vexillarius Candèze, 1889
- Cardiophorus viberti Buysson, 1912
- Cardiophorus vittatus (Lindberg, 1953)
- Cardiophorus vybirali
- Cardiophorus vohemaricus Fleutiaux, 1933
- Cardiophorus vulgaris Motschulsky, 1860
- Cardiophorus vulneratus Horn, 1884
- Cardiophorus vulneratus (Horn, 1885)
- Cardiophorus wahlbergi Candeze
- Cardiophorus widenfalki Leiler, 1967
- Cardiophorus williamsi (Mutchler, 1925)
- Cardiophorus winkleri Platia & Gudenzi, 2002
- Cardiophorus witzgalli Platia & Gudenzi, 2002
- Cardiophorus wollastoni Cobos, 1970
- Cardiophorus yakimaensis Lanchester, 1971
- Cardiophorus zeisingi Platia, 2004
- Cardiophorus zianii Platia & Gudenzi, 2002